# Avantis

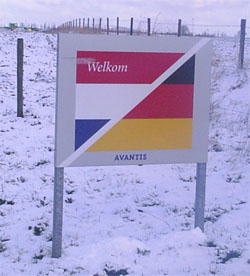
Bedrijvenpark op de grens

Avantis, volledig Avantis European Science and Business Park, is een 'grensoverschrijdend' bedrijvenpark op de grens van de gemeenten Heerlen (Nederland) en Aken (Duitsland). Op het terrein is ongeveer 40 hectare beschikbaar voor verschillende bedrijven.
Aan het einde van de jaren 90 van de 20e eeuw sloten de gemeenten Heerlen en Aken een samenwerkingsverband om plannen te laten realiseren voor een bedrijventerrein dat zowel op Nederlands als op Duits grondgebied zou komen te liggen. De meest geschikte locatie voor dit project was een open, agrarisch gebied nabij het dorp Bocholtz, nabij de kruising van de autowegen A4, A76, N281 en Buitenring Parkstad Limburg. Vanaf het jaar 2001 was het terrein zodanig ingericht dat bedrijven zich er konden vestigen, hoewel maar voor de helft van het volledige plan.
Het succes van dit project bleef achterwege. De ontwikkelaars wijten dit aan de economische teruggang die in dezelfde periode begon als dat het bedrijventerrein werd ontwikkeld en de bewering van milieuorganisaties dat de korenwolf zich zou bevinden in het gebied van Avantis. Op basis van fouten in de besluitvormingsprocedure vernietigde de Raad van State de ontheffing van de Natuurbeschermingswet voor de ontwikkeling van het bedrijventerrein. In een later stadium wordt die vergunning alsnog verleend en kan het terrein worden ontwikkeld. Wetenschappelijk onderzoek heeft laten zien dat de plannen vanaf het begin al onrealistisch waren en alleen doorgang konden vinden dankzij belastinggeld vanuit de Nederlandse overheid en de Europese Unie. Lokaal is er verzet geweest tegen de plannen en tegen de grote bedragen die de overheid keer op keer in het project moet investeren. Aanvankelijk bestond het terrein uit slechts een klein aantal bedrijven en twee deels of volledig leegstaande kantoorgebouwen. Hetzelfde gebeurde aanvankelijk met het naastgelegen Trilandis, lokaal bekend als Beitel-Zuid, maar dat heeft zich later beter weten te ontwikkelen. 
In 2008 vestigde de multinational Capgemini zich in het WTC Heerlen-Aachen. In 2005 zijn ook Solland Solar (Nederlands grootste producent van zonnecellen) en Naebers Elektrotechniek op Avantis gevestigd. Beide bedrijven kochten een perceel gelegen op de grens. Ook de Solar Academy is gevestigd op Avantis en de Eindhovense Solar Cell Company plant een verhuizing naar Avantis.

## Via Avantis
In 2011 zijn er plannen om de spoorlijn van Landgraaf naar Kerkrade via bedrijventerrein Avantis door te trekken tot in Aken. Er ontbreekt een stuk van iets meer dan vier kilometer. In het bestemmingsplan van Avantis is met de aanleg van dit stuk spoor al rekening gehouden. De naam die voor deze spoorlijn gebruikt wordt is "Via Avantis".
Er hebben verschillende onderzoeken plaatsgevonden en er is zowel door het Rijk als door de Provincie Limburg financiële ondersteuning toegezegd.

## Fotogalerij

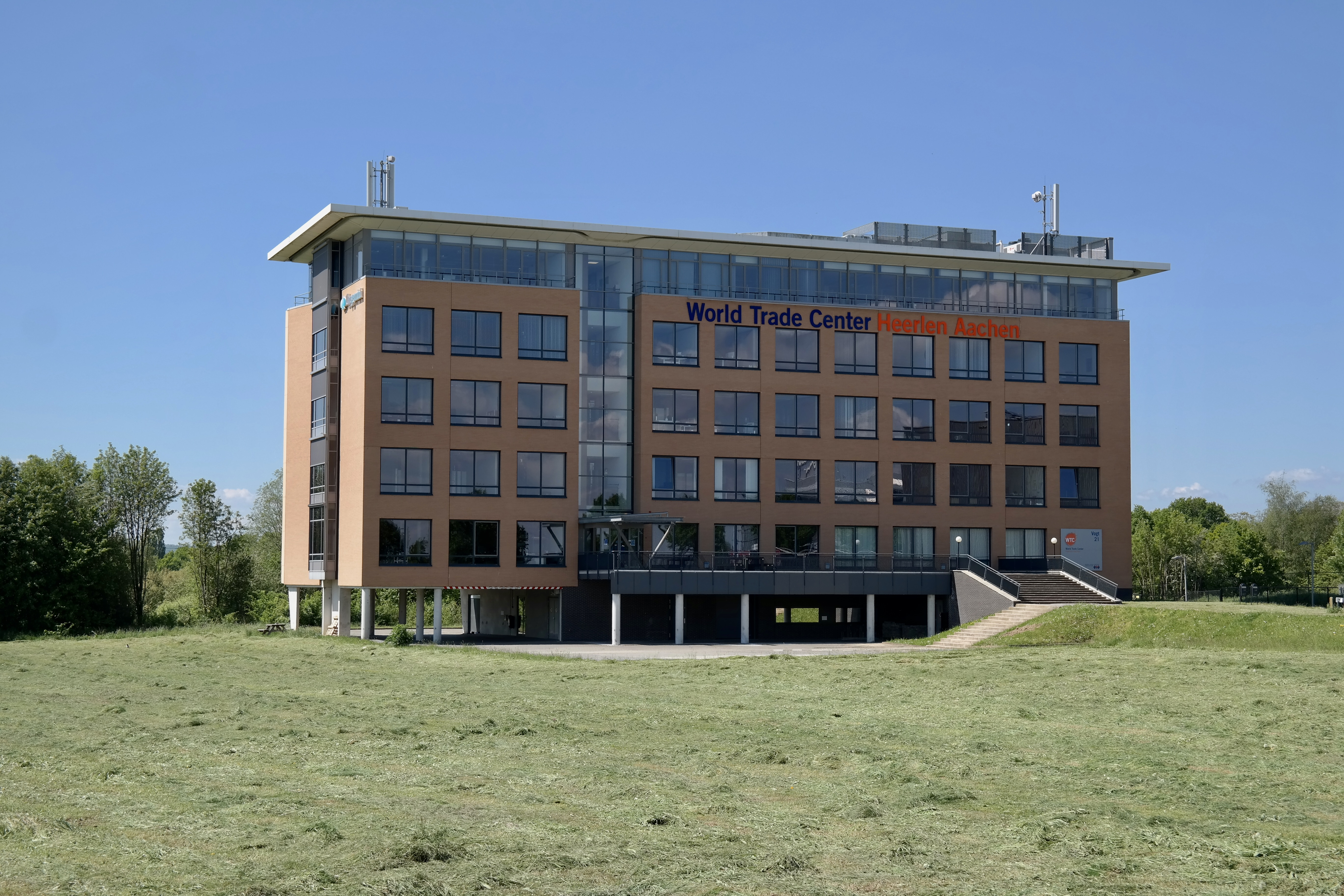
World Trade Center Heerlen-Aachen
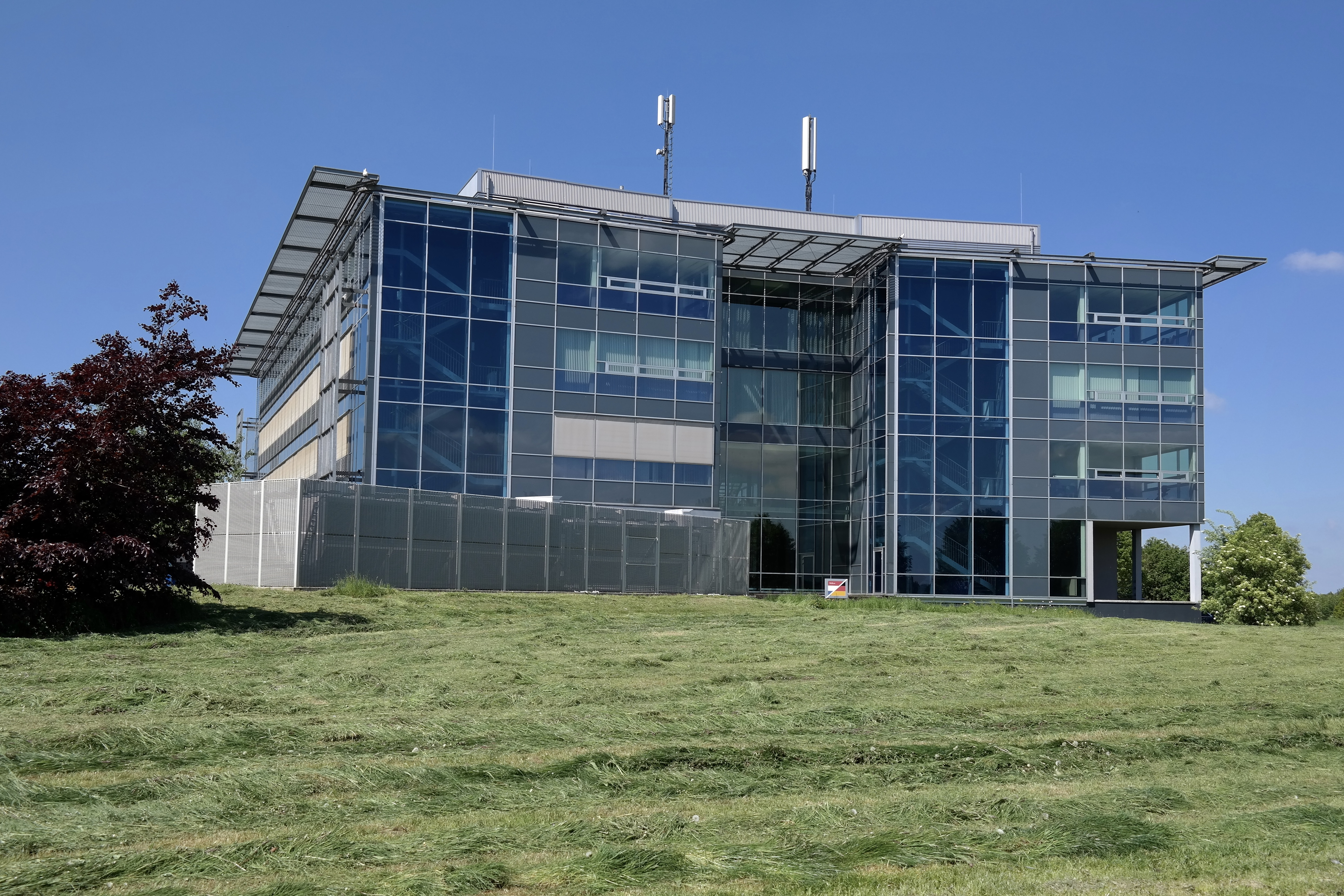
Business Center aan de Snellius
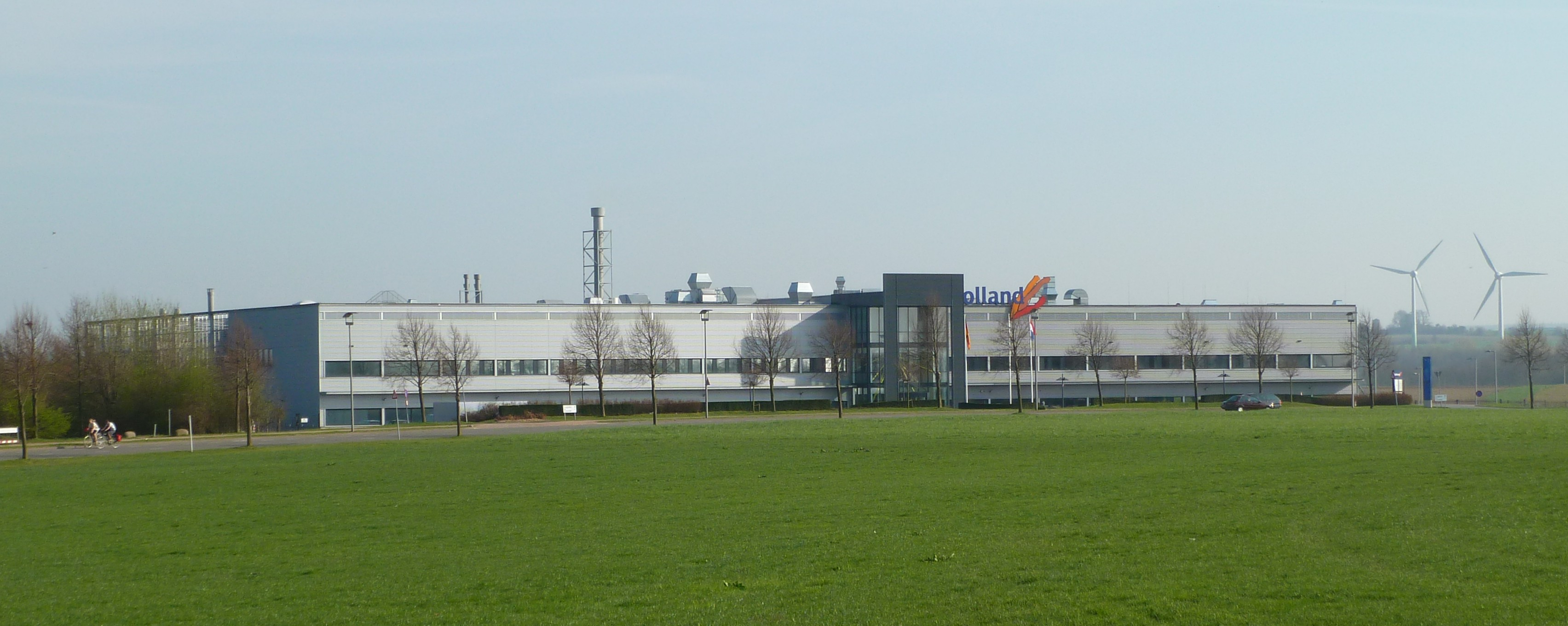
Voormalig gebouw van zonnepanelenfabrikant Solland Solar, anno 2024 in gebruik door TÜV Rheinland.